# 誓いの明日
「誓いの明日」（ちかいのあした）は、1970年11月20日に日本グラモフォン（現・ユニバーサルミュージックジャパン）より発売されたザ・タイガースの15枚目のシングル盤レコード。

## 解説
本作はザ・タイガースが1970年12月15日に発売したオリジナル・アルバム『自由と憧れと友情』に収録された曲でもあり、アルバムからの先行シングル。また、本作の発売の後にザ・タイガースが解散を発表したことにより、結果として1970年代では最後のシングルとなった（それから11年後の1981年11月21日、再結成を果たし「十年ロマンス」をリリース）。
A面曲は沢田研二がメインボーカルを担当している。
B面曲はメンバーの森本太郎が作曲し、岸部シローがメインボーカルを担当しており、明日に向かって旅立つ若者の心情を詠った作品となっている。曲の冒頭で入るモノローグは沢田研二によるものである。

## 収録曲
1. 誓いの明日 PROMISE FOR FUTURE（日本グラモフォン DP-2079）【演奏時間：3分35秒】
作詞：山上路夫　作曲・編曲：クニ河内
2. 出発のほかに何がある NOTHING BUT DEPARTURE 【演奏時間：3分28秒】
作詞：ジャン得永　作曲：森本太郎　編曲：クニ河内